# Chevrolet Tracker (2019)

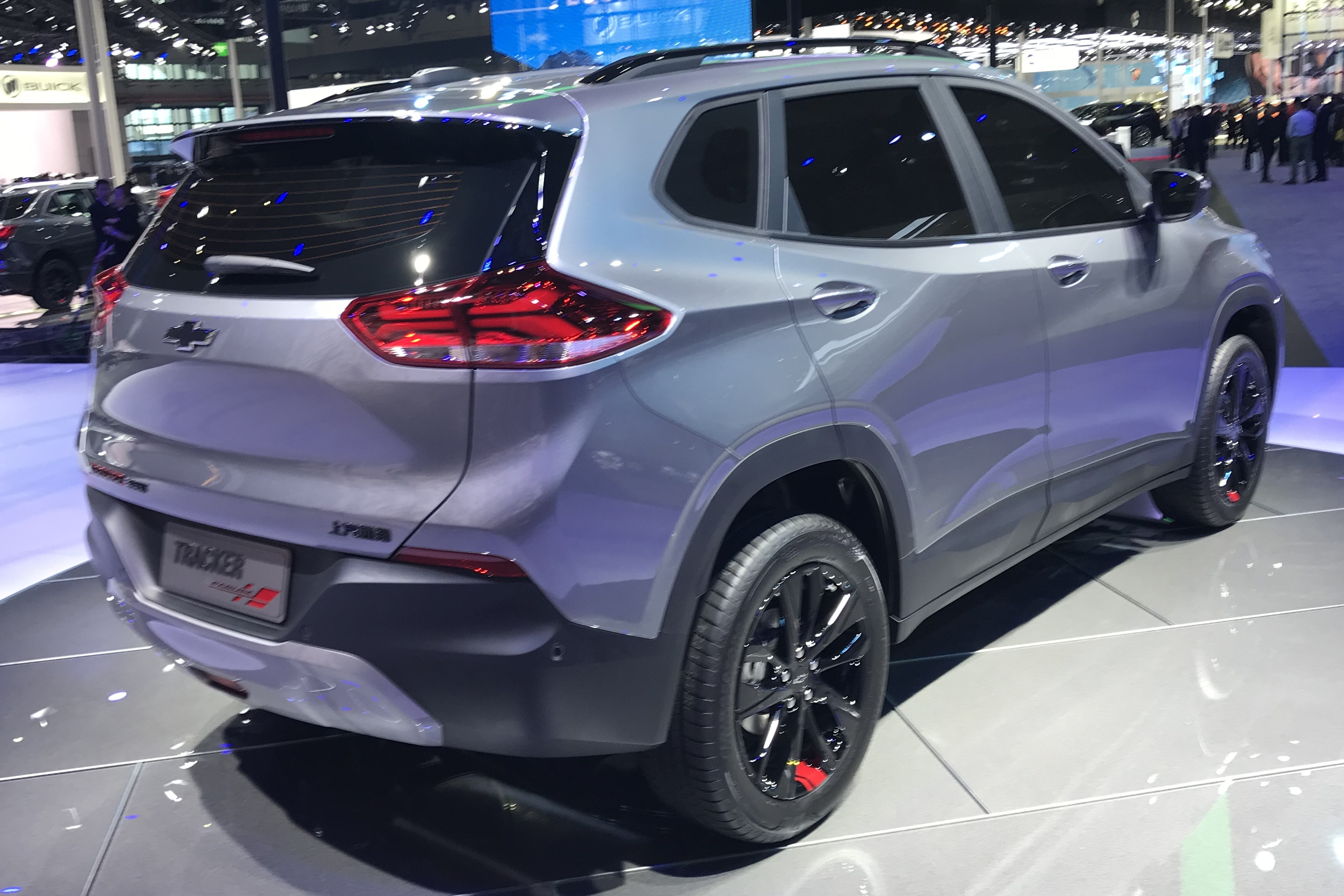
Heckansicht

Der Chevrolet Tracker ist ein Kompakt-SUV von SAIC General Motors, der seit 2019 unter der Marke Chevrolet vermarktet wird.

## Geschichte
Das Modell ist in China das Nachfolgemodell des 2013 eingeführten Chevrolet Trax, der auf einigen Märkten auch als Tracker angeboten wurde. Der chinesische Name (创酷) ist mit dem des Trax identisch. Bereits der Suzuki Vitara wurde auf einigen Märkten als Chevrolet Tracker vertrieben.
Vorgestellt wurde das Kompakt-SUV auf der Shanghai Auto Show im April 2019. Seit Juni 2019 wird es in China verkauft. Vom Buick Encore wurde ebenfalls in Shanghai eine neue Baureihe vorgestellt, mit der der Tracker sich die GEM-Plattform teilt. Im März 2020 erfolgte die Markteinführung in Brasilien. Im April 2022 wurde der sportlichere RS in China vorgestellt. Er ersetzte im darauffolgenden Monat die beiden anderen Varianten und wurde schließlich 2024 auch vom Markt genommen.
Die dritte Generation des Chevrolet Montana, die im Dezember 2022 vorgestellt wurde, basiert auf dem Tracker.
Eine überarbeitete Version des Tracker wurde im Juli 2025 in Brasilien präsentiert.

## Produktion
Fahrzeuge für den chinesischen Markt werden im SAIC-GM-Werk Norsom gefertigt.
Für Lateinamerika wird das Fahrzeug seit Anfang 2020 im GM-Werk São Caetano do Sul und seit Juli 2022 in Santa Fe produziert. Im Juli 2022 erfolgte außerdem der Produktionsstart in Usbekistan.

## Antrieb
Angetrieben wurde der Tracker zum Marktstart von einem Einliter-Ottomotor mit maximal 92 kW (125 PS) oder einem 1,3-Liter-Ottomotor mit 121 kW (165 PS) maximaler Leistung. Der RS hat einen 1,5-Liter-Ottomotor mit 135 kW (184 PS).
Die Motoren und die Kraftstoffanlage der Fahrzeuge auf dem lateinamerikanischen Markt können auch mit Ethanol-Kraftstoff betrieben werden. Der Einliter-Ottomotor hat im Benzinbetrieb eine maximale Leistung von 85 kW. Daneben gibt es einen, im Ethanolbetrieb maximal 98 kW und im Benzinbetrieb maximal 97 kW leistenden, 1,2-Liter-Ottomotor.
Alle Motorvarianten werden mit Vorderradantrieb ausgeliefert, Allradantrieb ist nicht erhältlich.

## Technische Daten
|                                            | 1.0T                         | 1.2T                       | 325T                               | 335T                   | RS                     |
| ------------------------------------------ | ---------------------------- | -------------------------- | ---------------------------------- | ---------------------- | ---------------------- |
| Märkte                                     | Lateinamerika                | Lateinamerika              | China                              | China                  | China                  |
| Bauzeitraum                                | seit 2020                    | seit 2020                  | 2019–2022                          | 2019–2022              | 2022–2024              |
| Motorkenndaten                             |                              |                            |                                    |                        |                        |
| Motorart                                   | Ottomotor                    | Ottomotor                  | Ottomotor                          | Ottomotor              | Ottomotor              |
| Motorbauart                                | R3                           | R3                         | R3                                 | R3                     | R4                     |
| Hubraum                                    | 999 cm³                      | 1199 cm³                   | 999 cm³                            | 1341 cm³               | 1498 cm³               |
| Verdichtungsverhältnis                     | 10,5 : 1                     | 10,5 : 1                   | 10,5 : 1                           | 10,3 : 1               | k. A.                  |
| max. Leistung bei min−1                    |                              |                            |                                    |                        |                        |
| … im Benzinbetrieb                         | 85 kW (116 PS) / 5500        | 97 kW (132 PS) / 5500      | 92 kW (125 PS) / 5800              | 121 kW (165 PS) / 5600 | 135 kW (184 PS) / 5500 |
| … im Ethanolbetrieb                        | 85 kW (116 PS) / 5500        | 98 kW (133 PS) / 5500      | —                                  | —                      | —                      |
| max. Drehmoment bei min−1                  |                              |                            |                                    |                        |                        |
| … im Benzinbetrieb                         | 160 Nm / 2000                | 190 Nm / 2000              | 180 Nm / 1350–4000                 | 240 Nm / 1500–4000     | 250 Nm / 1500–5000     |
| … im Ethanolbetrieb                        | 165 Nm / 2000                | 210 Nm / 2000              | —                                  | —                      | —                      |
| Kraftübertragung                           |                              |                            |                                    |                        |                        |
| Antrieb, serienmäßig                       | Vorderradantrieb             | Vorderradantrieb           | Vorderradantrieb                   | Vorderradantrieb       | Vorderradantrieb       |
| Getriebe, serienmäßig                      | 6-Gang-Schaltgetriebe        | 6-Stufen-Automatikgetriebe | 6-Gang-Schaltgetriebe              | Stufenloses Getriebe   | Stufenloses Getriebe   |
| Getriebe, optional                         | (6-Stufen-Automatikgetriebe) | —                          | (6-Stufen-Doppelkupplungsgetriebe) | —                      | —                      |
| Messwerte                                  |                              |                            |                                    |                        |                        |
| Höchstgeschwindigkeit                      | 177 km/h (177 km/h)          | 185 km/h                   | 180 km/h                           | 190–198 km/h           | 205 km/h               |
| Beschleunigung, 0–100 km/h                 | 10,5 s (10,9 s)              | 9,4 s                      | k. A.                              | 8,9 s                  | 7,8 s                  |
| Leergewicht                                | 1196 kg (1228 kg)            | 1233–1271 kg               | 1205 kg (1230–1260 kg)             | 1275–1295 kg           | 1300–1335 kg           |
| Kraftstoffverbrauch auf 100 km, kombiniert | k. A.                        | k. A.                      | 5,1 l Super (5,5 l Super)          | 5,7 l Super            | 6,4 l Super            |
| Tankinhalt                                 | 44 l                         | 44 l                       | 40 l                               | 40 l                   | 40 l                   |
| Abgasnorm                                  | k. A.                        | k. A.                      | China VI                           | China VI               | China VI               |

Werte in runden Klammern gelten für Modelle mit optionalem Getriebe.